# Gylippus caucasicus
Gylippus caucasicus es una especie de arácnido  del orden Solifugae de la familia Gylippidae.

## Subespecies
Tiene dos subespecies:
- Gylippus caucasicus caucasicus
- Gylippus caucasicus koenigi

## Distribución geográfica
Se encuentra en el este de Asia.